# Psychotria setistipulata
Psychotria setistipulata är en måreväxtart som först beskrevs av Ronald D'Oyley Good, och fick sitt nu gällande namn av Ernest Marie Antoine Petit. Psychotria setistipulata ingår i släktet Psychotria och familjen måreväxter. Inga underarter finns listade i Catalogue of Life.